# Montcorbon
Montcorbon era un comune francese di 469 abitanti situato nel dipartimento del Loiret nella regione del Centro-Valle della Loira. Dal 1º gennaio 2016 è comune delegato del nuovo comune di Douchy-Montcorbon

## Società

### Evoluzione demografica
Abitanti censiti